# Брак по расчёту (фильм, 1966)
Брак по расчёту (пол. Małżeństwo z rozsądku) — польский фильм, музыкальная комедия 1966 года.

## Сюжет
Девушка из семьи подпольных торговцев (Эльжбета Чижевская) убегает от родителей, чтобы поселиться с любимым художником (Даниэль Ольбрыхский). Её родители (Ханка Белицка, Болеслав Плотницкий) поначалу гневаются, но потом приходят к мысли, что такой зять это будет для них очень полезен. Свои нелегальные доходы они инвестируют в живопись.

## В ролях
- Эльжбета Чижевская — Иоанна
- Даниэль Ольбрыхский — Анджей
- Болеслав Плотницкий — отец Иоанны
- Ханка Белицкая — мать Иоанны
- Богдан Лазука — Эдзё
- Янина Романувна — тётя Эдзё
- Богумил Кобеля — «Инженер» Квилецкий
- Цезары Юльский — Келькевич
- Войцех Покора — тайный агент
- Веслава Квасьневская — Магда
- Казимеж Вихняж — отец Магды
- Анджей Заорский — художник, друг Анджея
- Витольд Дембицкий — Майк
- Войцех Раевский — профессор Липский
- Яцек Федорович — режиссёр ТВ
- Тадеуш Сомоги — член капеллы
- Зофья Ямры — мать Каси
- Ярема Стемповский — торговец картинами
- Станислав Барея — покупающий пиджак
- Марек Баргеловский — компаньон Квилецкого
- Веслав Михниковский — агент
- Сильвестер Пшедвоевский и др.